# Platynus tenuicollis
Platynus tenuicollis är en skalbaggsart som beskrevs av Leconte 1848. Platynus tenuicollis ingår i släktet Platynus och familjen jordlöpare. Inga underarter finns listade i Catalogue of Life.